# پاول فایرابند
پُل کارل فایرابند (آلمانی: Paul Feyerabend؛ ۱۳ ژانویه ۱۹۲۴ – ۱۱ فوریه ۱۹۹۴) فیلسوف علم زادهٔ اتریش بود، که بیش‌تر به‌خاطر کارش به‌عنوان استاد فلسفه در دانشگاه کالیفرنیا، برکلی شناخته می‌شود؛ جایی که او برای سه دهه (۱۹۸۹–۱۹۵۸) به تدریس اشتغال داشت. همچنین در دانشگاه‌هایی چون ییل، زوریخ سوئیس، لندن و برلین نیز تدریس و تحقیق نموده است. او متفکری است که در حوزه‌های مختلفی چون تئاتر و بازیگری، آواز و موسیقی، نجوم، فیزیک، ریاضیات، تاریخ، فلسفه و مردم‌شناسی مطالعه کرده است.
او در بریتانیا، ایالات متحده، نیوزیلند، ایتالیا، آلمان و سرانجام سوئیس زندگی کرد. آثار عمدهٔ او شامل علیه روش (۱۹۷۵)، علم در یک جامعه آزاد (۱۹۷۸)، وداع با عقل (۱۹۸۷)، استبداد علم (۲۰۱۱) است. فایرابند به‌خاطر دیدگاه آنارشیستی خود دربارهٔ علم و ردیه اش بر وجود قواعد روش‌شناختی جهان‌شمول علمی مشهور است. او یک چهرهٔ تأثیرگذار در فلسفه علم و جامعه‌شناسی علم است.

## دیدگاه‌های علم شناسانهٔ پُل فایرابند
شهرت پُل فایرابند عمدتاً به دلیل دیدگاه‌های خاص و انتقادی او دربارهٔ روش‌شناسی علم است. او در آثار خود، وجود یک روش واحد و جهان‌شمول در علم تجربی را به چالش می‌کشد و بر این باور است که هیچ معیار ثابت و جزمی‌ای نمی‌تواند راهنمای قطعی برای پیشرفت دانش باشد. از نگاه فایرابند، کوشش برای گسترش آزادی، خلاقیت، و درک بهتر از طبیعت و انسان، نیازمند کنار گذاشتن هرگونه الگوی ثابت و معیارهای سفت‌وسخت علمی است.

به باور او، مرزگذاری میان «علم» و «غیرعلم» نه‌تنها ساختگی است، بلکه می‌تواند مانع رشد معرفت بشری شود. فایرابند معتقد است برای سنجش و بررسی یک نظریه یا جهان‌بینی، نیازمند نظریه‌ای کاملاً جدید هستیم. شکل‌گیری چنین نظریه‌ای زمان‌بر است و ممکن است هرگز به نتیجهٔ قطعی نینجامد؛ بنابراین، به نظر او در این مسیر باید شکیبایی داشت و گاه حتی شواهد تجربی و تعیین‌کننده را موقتاً نادیده گرفت تا به نظریه‌های بدیل فرصت رشد داده شود. این فرایند، مستلزم حفظ نظریه‌های نو در برابر موارد نقض ظاهری و حمایت از آن‌ها تا رسیدن به بلوغ کامل است.

از منظر فایرابند، پیش‌فرض‌ها و داده‌های علمی همواره از زمینه‌های تاریخی و روان‌شناختی تأثیر می‌پذیرند و صرفاً بازتابی از یک واقعیت عینی نیستند. در نتیجه، ناسازگاری یک نظریه با داده‌ها لزوماً نشانگر نادرستی آن نیست؛ زیرا خود داده‌ها نیز ممکن است آلوده به نظریه‌ها و سوگیری‌های ذهنی باشند.
فایرابند در مقام یک آنارشیست در فلسفهٔ علم، معتقد است برای پذیرش یک نظریهٔ نو و ناتمام، نمی‌توان صرفاً به استدلال عقلانی تکیه کرد. در چنین مرحله‌ای، ابزارهایی چون تبلیغات، احساسات، تعصبات، و حتی نوعی «ایمان کور» ضروری‌اند تا زمینه برای شکل‌گیری معرفتی تازه فراهم شود. از دید او، این «ایمان» در مراحل بعدی با تقویت نظریهٔ جدید، به «معرفت» بدل خواهد شد.

برخی دیگر از دیدگاه‌های مهم فایرابند عبارت‌اند از:
- علم، همچون هر ایدئولوژی دیگری، تاریخی و متغیر است. به باور او، اسطوره‌ها علم دیروزند و علم امروز اسطورهٔ زمانهٔ ماست.
- علم تنها یکی از شیوه‌های تفکر بشری است و برتری آن بر دیگر روش‌ها، امری اثبات‌نشده است.
- علم شباهت‌هایی بنیادین با اسطوره دارد و بسیاری از عناصر انتقادی از آن زدوده شده‌اند.
- اقتدار کنونی علم، نه از دل گفت‌وگوی آزاد و دموکراتیک، بلکه با سرکوب و حذف دیدگاه‌های مخالف شکل گرفته است.
- اشکال گوناگون زندگی بشری یا به‌وسیلهٔ علم از میان رفته‌اند یا آن‌چنان در حاشیه قرار گرفته‌اند که مقایسهٔ عادلانه‌ای با علم ممکن نیست.
- سیطرهٔ علم نوعی جزم‌گرایی پدیدآورده که خلاقیت فردی را سرکوب می‌کند و مانع از اکتشافات نو در جهان می‌شود.
- هیچ فرد یا نهادی نمی‌تواند به‌طور قطعی تضمین کند که روش علمی، بهترین راه برای شناخت اسرار جهان است.
- درک درست از علم، زمانی ممکن است که بپذیریم عناصر غیرعلمی در فرآیندهای علمی نقشی اساسی داشته‌اند و همچنان دارند.

بر همین اساس، فایرابند را می‌توان از جمله فیلسوفان نسبی‌گرا در فلسفهٔ علم دانست. دو مفهوم کلیدی در اندیشه‌های او «نسبی‌گرایی» و «قیاس‌ناپذیری نظریه‌ها» هستند که نقش محوری در نظام فکری او ایفا می‌کنند.

## به فارسی
تاکنون  دو اثر تألیفی به زبان فارسی در مورد فایرابند و تفکراتش منتشر شده است:
- فایرابند و معقولیت معرفت علمی، امیرمهدی بخشی زاده (ناشر: کتاب فردا، چاپ اول: ۱۳۹۰)
- علم و عقلانیت نزد پل فایرابند، غلامحسین مقدم حیدری (نشر نی، چاپ اول: ۱۳۹۳)